# Alexandre I de Rússia
Alexandre I de Rússia (rus: Александр I)  (Sant Petersburg, 12 de desembre de 1777 (Julià) - Taganrog, 19 de novembre de 1825 (Julià)), fou tsar de Rússia entre 1801 i 1825, rei de Polònia des de 1815 i primer gran duc de Finlàndia.
Va néixer el dia 23 de desembre de 1777 a Sant Petersburg essent fill del futur tsar Pau I de Rússia i de la duquessa Sofia de Württemberg. Alexandre era net del tsar Pere III de Rússia i de la tsarina Caterina II de Rússia per via paterna; mentre que per via materna era net del duc Frederic II Eugeni de Württemberg i de la marcgravina Frederica Dorotea de Brandenburg-Schwedt.
Alexandre va succeir el seu pare al tron després que aquest fos assassinat, i va dirigir Rússia durant el període caòtic de les Guerres Napoleòniques. El seu regnat es divideix en dues gran etapes, mentre que en un primer període intentà la introducció de reformes de caràcter liberal, després de 1815 fou el principal defensor de l'absolutisme a Europa. Referent a la política exterior, Alexandre incrementà i consolidà definitivament el poder de Rússia en el concert internacional. Concretament, sota el seu regnat, Rússia va conquerir Finlàndia i part de Polònia. Les estranyes contradiccions del seu caràcter converteixen Alexandre en un dels tsars més interessants de Rússia.

## Biografia
Poc després del seu naixement, la seva àvia paterna, la tsarina Caterina la Gran, l'apartà dels seus pares per tal de guiar personalment la instrucció del futur tsar. Algunes veus al·leguen que ella volia proclamar Alexandre com a hereu del tron en detriment del seu pare.
Alexandre fou utilitzat tant per la tsarina com pel tsarèvitx en les seves personals lluites de poder a la Cort. Aquest fet condicionà de forma important el caràcter d'Alexandre que aviat es convertí en una persona amb un caràcter difícil, amb grans dots per a la manipulació de les persones i amb una facilitat d'exercir el poder remarcable. Educat sota l'atmosfera lliberal de la cort de Caterina, va ser instruït, per un tutor suís, Frederic Cesar de Laharpe, en els principis de Rousseau. A part de la formació intel·lectual, Alexandre fou instruït en els coneixements militars pel Nikolai Saltikov que l'introduí en els costums de la noblesa russa.
Inicialment, el jove Alexandre simpatitzava amb els revolucionaris francesos i polonesos. Malgrat tot, aviat s'intuí que el seu pare li va ensenyar a combinar un teòric amor per la humanitat amb un menyspreu pràctic per l'home. Aquestes tendències contradictòries van mantenir-se en el seu caràcter durant tota la seva vida, revelant-se en les fluctuacions de la seva política, tant interna com exterior.
El 1793 es casà amb la princesa Lluïsa de Baden, que només tenia 14 anys en aquell moment. La mort de Caterina, el novembre de 1796, va portar el seu pare, Pau I de Rússia, al tron. Aviat, el nou tsar es guanyà les enemistats de la noblesa i l'església russa que veia amb mals ulls les reformes iniciades pels governs de Pau. Així, el tsar fou assassinat el març de 1801. Del seu matrimoni amb Lluïsa de Baden tan sols va tenir dues filles que van morir de petites.

## Arribada al tron
Alexandre I va arribar al tron el 23 de març de 1801 i va ser coronat al Kremlin el 15 de setembre del mateix any 1801. Els historiadors encara debaten sobre el paper que va jugar Alexandre en l'assassinat del seu pare. L'opinió més estesa és que ell estava a favor d'aconseguir prendre el tron al seu pare però que va insistir que el seu pare no havia de morir. Al principi, de fet, això va exercir una petita influència en la vida de l'emperador.
El jove tsar estava determinat a reformar el sistema de govern obsolet i centralitzat que Rússia tenia. Al mateix temps que retenia per un temps alguns dels vells ministres que havien servit a l'emperador Pau, un dels primers actes del seu regnat va ser el nomenament del Comitè Privat, també anomenat irònicament "Comite du salut public", format per joves i entusiastes amics seus -Victor Kochubey, Nikolay Novosiltsev, Pavel Stroganov i Adam Jerzy Czartoryski- per donar forma a uns esquemes de reformes internes que pretenien aconseguir l'establiment d'una monarquia constitucional. Alexandre intentà elaborar una constitució i grans polítiques lliberals. També volia resoldre un altre problema rus -el futur dels serfs. El règim va considerar la possibilitat d'emancipació dels serfs encara que això no es va aconseguir fins al 1861. Russia no estava preparada per a una societat més lliberal; i Alexandre, va ser tal com ell mateix va dir, "un feliç accident" al tron dels tsars. Alexandre es queixà amargament de l'«estat de barbarisme en què havia quedat el país a causa del tràfic d'homes».
Alexandre també es queixà de la corrupció generalitzada i el fet que aquesta l'havia deixat sense homes. En conseqüència, hagué de cobrir els llocs administratius governamentals amb alemanys i altres estrangers cosa que accentuava la resistència dels vells russos a les reformes. Aquest regnat que havia començat amb grans promeses de reformes i que va acabar enfortint encara més les cadenes que oprimien el poble rus va ser conseqüència més aviat dels defectes del tsar que de la corrupció i de l'endarreriment de la manera de viure russa.
El seu amor per la llibertat es va demostrar irreal, tot i semblar sincer. La seva vanitat augmentava al presentar-se davant el món com el benefactor del seu poble, però al seu teòric liberalisme s'hi afegia un caràcter autòcrata sense que això li representés cap contradicció.
«Sempre vols instruir-me!», exclamava davant Derzhavin, el seu ministre de justícia, «Però jo sóc un emperador autòcrata i ho seré, i res més!». El príncep Czartoryski va escriure: «Podria haver acordat graciosament que tothom fos lliure, si cada un escollís lliurement ser-ho».
Malgrat tot el seu temperament, unit a la falta de fermesa dels seus propòsits, li van fer posposar aquelles mesures els principis de les quals havia recolzat públicament.

## Guerra del Caucas

### Annexió de Geòrgia
El 1783, Irakli II del regne de Kartli i Kakhètia de Geòrgia oriental va forjar una aliança amb l'Imperi Rus, convertint el regne en un protectorat rus, abjurant de la sobirania persa. Pau I de Rússia no estava disposat a complir els termes del tractat i va promulgar un decret el 18 de desembre de 1800 pel qual annexava Kartli-Kakhètia a l'Imperi Rus i deposava als bagràtides, fet confirmat per Alexandre el setembre de 1801. El 1810, el regne de Geòrgia occidental d'Imereti també fou annexionat.

### Guerra russo-persa
El nou rei persa, Fat·h-Alí Xah Qajar, volia consolidar les regions més septentrionals de la seva dinastia Qajar per assegurar la terra prop de la costa sud-oest de la mar Càspia (actuals Azerbaidjan) i Transcaucàsia (actuals Geòrgia i Armènia). Igual que el seu homòleg persa, Alexandre també era nou en el tron i igualment decidit a controlar els territoris en disputa. La guerra va acabar amb el Tractat de Gulistan, que va cedir la gran majoria dels territoris prèviament en disputa a la Rússia Imperial.

### Aleksei Iermolov
L'estiu de 1816 Aleksei Iermolov va ser nomenat comandant del Cos Separat de Geòrgia, gerent de la unitat civil al Caucas i la província d'Astrakhan i ambaixador extraordinari a Pèrsia, on va viatjar el 1817 concloent un tractat russo-persa.
Al Caucas, el flanc dret estava ocupat pels circassians transkubans, el centre pels kabardians, i més enllà del riu Sunzha els txetxens, que gaudien d'una gran reputació i autoritat entre les tribus muntanyenques. Els circassians estaven afeblits per les lluites internes, els kabardians havein estat escombrats per la pesta, i l'amenaça principalment eren els txetxens. Després d'haver-se familiaritzat amb la situació, Yermolov va esbossar un pla d'acció que consistia en tallar clarianes en boscos impenetrables, construir carreteres i construir a la línia del Sunzha les fortificacions de Grozni (1818), al centre de territori txetxè, Vnepnaya (1819) y Burnaya al Xamkhalat de Tarki (1821), sense deixar impune cap atac dels muntanyencs.
Iermolov va envair el 1817 el kanat de Mekhtuli i va fer fugir el kan cap a les muntanyes i el 1818 va annexionar una part del kanat i la resta el va incorporar al Xamkhalat de Tarki, l'únic dels estats del Daguestan que romania lleial a Rússia (tota la resta havia estat ja annexionat a Rússia). El 1819 Iermolov va seguir avançant i va derrotar Ahmad Khan del Kanat Àvar, i tot seguit van assaltar l'usmiat dels Kaytaks, i l'usmi va fugir i el seu domini fou abolit i annexionat; tot seguit es va enfrontar a la poderosa Akusha, a la que va derrotar en la batalla de Lavashi el 31 de desembre de 1819. El vell qadi d'Akusha fou deposat i substituït per un qadi molt favorable als russos. El Xamkhalat dels Kazi Kumuk fou conquerit en 1820, i els kubatxis es van sotmetre voluntàriament. Únicament el txetxens seguien resistint, i els shapsug van envair l'octubre de 1821 les terres del mar Negre, però foren derrotats pel general Vlasov a la batalla de Kalaus i entre 1823 i 1824 es van dur a terme diverses expedicions punitives. El 1823 va esclatar un aixecament al Xamkhalat sota el lideratge d'Umalat-bek Buynaksky.
A Abkhàzia, a la mort de Jordi Xarvaixidze es va escampar una revolta anticolonial encapçalada per Aslan Beg Xarvaixidze, però fou eliminada pel general Pyotr Gorchakov, imposant el príncep Demetri Xarvaixidze en 1821. Aslan Beg Xarvaixidze es va rebel·lar en 1824 contra el successor de Demetri Xarvaixidze, Miquel Xarvaixidze, però va ser sotmès.
El 1825 va començar un aixecament a Txetxènia i el 8 de juliol, els muntanyencs van capturar Amiradzhiyurt i van intentar prendre la fortificació de Gerzel, que el 15 de juliol va ser socorreguda pel tinent general Dmitry Lisanevich. El 18 de juliol, durant unes converses amb els Kumyks i txetxens a Gerzel, on Lisanevich i el general Grekov van ser morts i en resposta, les tropes van matar tots els ancians Kumyk convidats a la conversa.

## Guerra russo-turca (1806-1812)

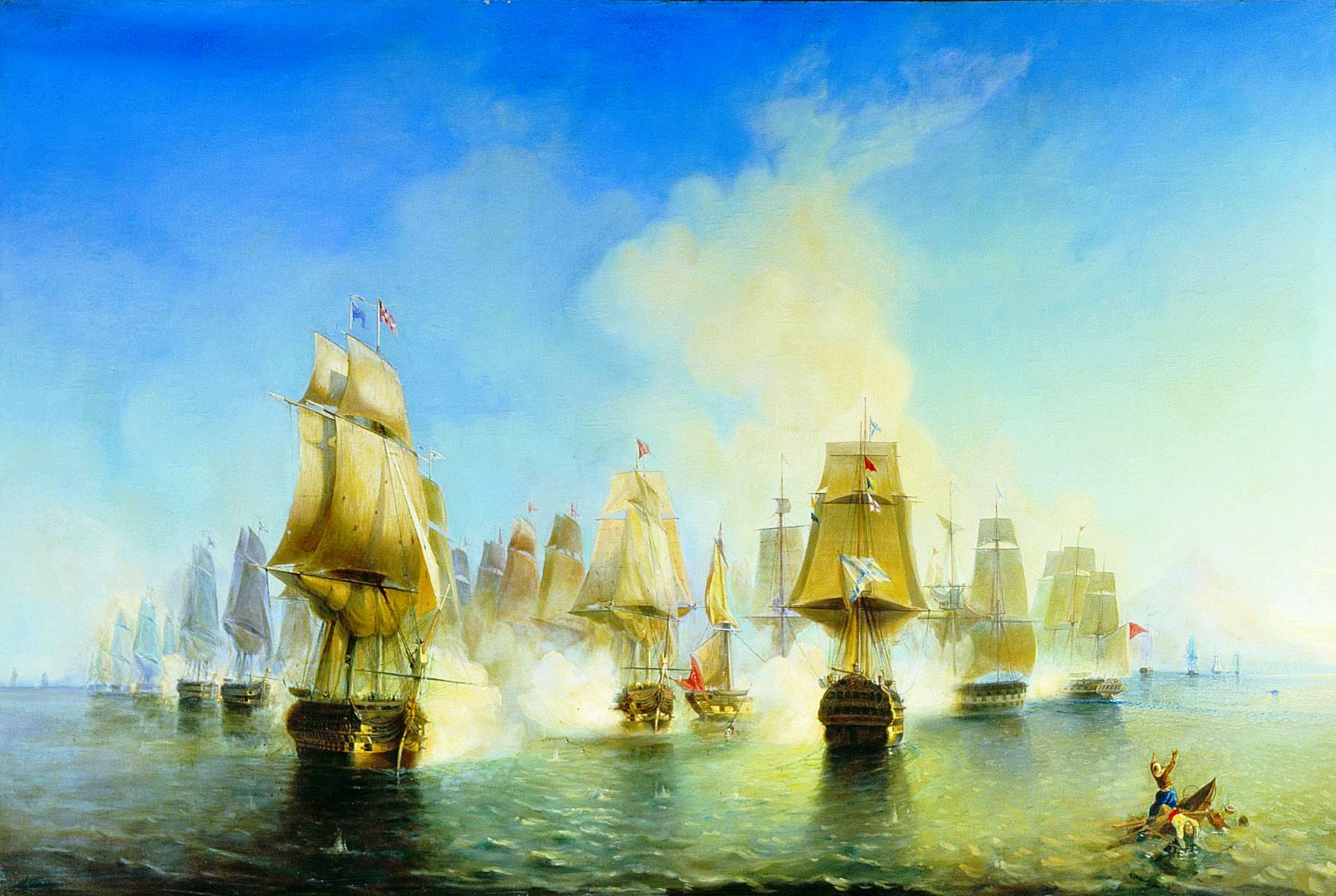
Batalla d'Atos de 1807

L'Imperi Otomà, encoratjat per la derrota russa a la batalla d'Austerlitz, va deposar Alexandru Moruzi de Moldàvia i Constantine Ypsilanti de Valàquia mentre els seus aliats van ocupar Dalmàcia i amenaçaven els principats danubians. Per salvaguardar la frontera d'un atac francès, els russos van avançar a Moldàvia i Valàquia i Selim III va reaccionar amb un bloqueig dels Dardanels declarant la guerra a Rússia. El tsar es mostrava reticent a concentrar un gran nombre de tropes contra Turquia mentre les relacions amb la França napoleònica eren encara incertes i la major part del seu exèrcit lluitava contra Napoleó a Prússia. Un ofensiva otomana massiva cap a Bucarest va ser ràpidament aturada a Obilesti per Mikhaïl Miloràdovitx el 2 de juny de 1807 mentre l'Armada russa sota el comandament de Dmitri Seniavin va destruir la flota otomana en les batalles dels Dardanels i Atos establint la supremacia russa al mar.
Signat el Tractat de Tilsit, Alexandre, forçat per Napoleó a signar un armistici amb els turcs, va transferir més soldats russos des de Prússia a Bessaràbia però el comandant Aleksandr Prozorovski va fer molt pocs avenços en més d'un any i l'agost de 1809 va ser finalment substituït per Piotr Bagration, que ràpidament va creuar el Danubi i envair Dobrudja i assetjar Silistra però, en sentir que s'acostava a la ciutat un fort contingent de 50,000 soldats de l'exèrcit otomà, va decidir d'evacuar Dobrudja i retirar-se a Bessaràbia.
El 1810 Nikolai Kàmenski van derrotar els turcs que es dirigien a Silistra i van expulsar els otomans de Dòbritx i la guarnició de Silistra es va rendir. Kàmenski va posar sota setge la Fortalesa de Xumen, sent rebutjat l'assalt de la ciutadella i el posterior assalt a Russe, que no va caure en mans russes fins al 9 de setembre, un cop Kamenski va derrotar els turcs a la batalla de Batin. Kamenski va morir poc després i el nou comandant, Mikhaïl Kutúzov va evacuar Silistra i en començar la seva retirada cap al nord, Laz Aziz Ahmed Paixà, el comandant turc, va intentar prendre Russe, però fou aturat en 1811 en la batalla de Rusçuk i Kutúzov va mantenir el control de la fortalesa. El 28 d'agost, Ahmed Paixa va envair Valàquia travessant el Danubi riu amunt de Russe, però la batalla de Slobozia va comportar la rendició d'Ahmed Paixà davant Kutuzov, obligant al sultà a negociar. D'acord amb el Tractat de Bucarest, signat per Kutuzov el 28 de maig, els turcs cedien Bessaràbia a Rússia (tot i que el territori pertanyia a Moldàvia, llavors vassall turc, al qual suposadament, defensarien). El tractat va ser aprovat per Alexandre l'11 de juny de 1812, només tretze dies abans que comencés la invasió napoleònica de Rússia.

## Les guerres napoleòniques

### Tercera coalició
La Tercera Coalició fou un tractat signat l'abril de 1805 pel Regne Unit i Rússia per expulsar dels Països Baixos i de Suïssa a la Primera República Francesa. L'Arxiducat d'Àustria es va unir a coalició després de l'annexió de la república de Gènova al Primer Imperi Francès i la proclamació de Josep Bonaparte com a rei de Nàpols. El 2 de desembre el russos, reforçats amb quinze mil austríacs van presentar batalla als francesos a la batalla d'Austerlitz en la que Napoleó va obtenir una victòria decisiva i el 6 de desembre els austríacs van demanar l'armistici i es va permetre la retirada dels russos. El juliol de 1806, l'Emperador de França va crear la Confederació del Rin, ignorant els petits estats alemanys de la vall del Rin i de l'interior d'Alemanya.

### Quarta coalició
El 1806, a instigació d'Anglaterra, Prússia es va unir a la coalició, creant la Quarta Coalició tement el poder emergent de França després de la derrota austríaca a la Tercera Coalició i Napoleó Bonaparte llençà totes les forces franceses sobre el Rin aniquilant a l'exèrcit prussià, definitivament vençut a la batalla de Jena i la batalla d'Auerstädt. A continuació, Napoleó va expulsar les tropes russes de Polònia i crear el nou Gran Ducat de Varsòvia i va arrossegar a l'exèrcit rus a la Batalla de Friedland, on va derrotar els russos, havent de signar la pau amb el Tractat de Tilsit el 7 de juliol de 1807 entre Alexandre i Napoleó, acabant amb la guerra de la Quarta Coalició entre Rússia i França i iniciant una aliança entre els dos països.

### Amistat amb Napoleó
Alexandre va establir amistat amb Napoleó Bonaparte per un període molt breu però per pressió dels nobles i dels familiars, acordant el 12 d'octubre de 1808 al congrés d'Erfurt refermar el tractat de Tilsit que va tancar la guerra de la Quarta Coalició, cosa que permeté a Napoleó reduir el nombre de soldats al front oriental europeu i concentrar els seus efectius militars a la península Ibèrica per a la Guerra del Francès i a Alexandre poder envair Finlàndia. El 1809 Ioannis Kapodístrias es va posar al servei del tsar.

### Guerra anglo-russa (1807-1812)
Tement que la derrota russa i prussiana a mans de Napoleó en la Quarta Coalició pogués al control de les flotes bàltiques, Gran Bretanya va actuar sense pietat per neutralitzar la substancial marina danesa, aliada amb Napoleó el Regne Unit va atacar Copenhaguen al setembre declarant la coneguda com la guerra de les Canoneres. El 26 d'octubre de 1807, Alexandre va declarar formalment la guerra al Regne Unit, que es va limitar a accions navals a la mar Bàltica i al mar de Barents. Després que Napoleó envaís Rússia en 1812, els britànics, russos i suecs van signar els tractats d'Örebro el 18 de juliol, que posaven final a la guerra anglorussa i la guerra anglosueca.

### Guerra finlandesa
La guerra finlandesa entre el Regne de Suècia i l'Imperi Rus del 21 de febrer de 1808 al 17 de setembre de 1809 va resultar amb el terç oriental de Suècia establert com el Gran Ducat de Finlàndia dins de l'Imperi Rus pel Tractat de Fredrikshamn. Altres efectes notables van ser l'adopció per part del parlament suec d'una nova constitució i l'establiment de la Casa de Bernadotte, la nova casa reial sueca, el 1818.

### Invasió francesa de Rússia

Invasió francesa de Rússia

L'aliança de Tilsit es va trencar i Alexandre es va convertir novament en enemic de França. El 24 de juny del 1812 es va produir la invasió francesa de Rússia quan la Grande Armée de Napoleó Bonaparte travessà el riu Neman en un intent d'atrapar i derrotar l'exèrcit rus. Napoleó esperava compel·lir Alexandre perquè aturés el comerç amb els comerciants britànics a través d'apoderats, en un esforç per pressionar el Regne Unit per tal que demanés la pau. L'objectiu polític oficial de la campanya era alliberar Polònia de l'amenaça de Rússia. Napoleó va batejar la campanya com a Segona Guerra Polonesa per guanyar-se el favor dels polonesos i proporcionar un pretext polític per a les seves accions.
Fins a la presa de Moscou, enfront d'un Exèrcit Imperial Rus inferior en nombre al principi de la invasió, l’avantatge era tot per a les forces napoleòniques. Però el príncep rus i general en cap Mikhaïl Kutúzov, elevà la moral del seu exèrcit i l'encoratjà a dur a terme una contraofensiva, tot organitzant l'assetjament de la Grande Armée durant la retirada francesa. Fou així com les malalties, l'hivern, però també els soldats i la població russa, foren responsables de la desfeta de Napoleó a Rússia.
El novembre de 1813 Ioannis Kapodístrias va visitar Suïssa per esbrinar la situació del país amb l'ocupació dels exèrcits de Napoleó Bonaparte, i durant el Congrés de Viena de 1815 va actuar com a ministre rus i va contenir les influències del ministre austríac Klemens Wenzel Lothar von Metternich.

## Santa Aliança
Després de la derrota final de Napoleó Bonaparte i el Govern dels cent dies es va crear la Santa Aliança a instàncies d'Alexandre i es va signar a París el 26 de setembre de 1815. L’aliança pretenia frenar el liberalisme i el laïcisme a Europa arran de les devastadores guerres revolucionàries franceses i les guerres napoleòniques, i nominalment va tenir èxit fins a la guerra de Crimea. El Regne Unit es va incorporar en 1815, formant la quàdruple aliança, i França en 1818 formant la quíntuple aliança, amb l’objectiu de mantenir la solució de pau europea i l'equilibri de poder en el Concert d’Europa celebrat al Congrés de Viena i establint una sèrie de conferències en el Concert europeu. Les darreres reunions van revelar el creixent antagonisme amb Gran Bretanya i França, especialment sobre la unificació italiana, el dret a l'autodeterminació i la qüestió d'Orient, i l'Aliança va desaparèixer amb la mort d'Alexandre el 1825.

## Legislació
La codificació de les lleis iniciada el 1801 no va acabar de dur-se a terme durant el seu regnat. No es va fer res per solucionar la situació de la pagesia russa. La constitució esbossada per Mikhaïl Speransky i aprovada per l'emperador va quedar sense firma. Alexandre, de fet, va posseir en gran manera totes les característiques tiràniques, com la desconfiança en la capacitat del seu poble per tenir una opinió independent. Li va faltar també el primer requisit per ser un sobirà reformista: la confiança en la seva gent; i va ser això el que va viciar les reformes que es dugueren a terme. Va experimentar en les províncies perifèriques del seu imperi, i els russos van fer notar amb murmuracions que, no content amb governar mitjançant estrangers, ara concedia a Polònia, Finlàndia i les províncies bàltiques els beneficis que a ells els negava.